# Neil Diamond
Neil Leslie Diamond, född 24 januari 1941 i Brooklyn i New York, är en amerikansk sångare, gitarrist och kompositör. Diamond har sålt över 100 miljoner skivor världen över. Bland hans största hits märks "Cracklin' Rosie", "Song Sung Blue", "Longfellow Serenade", "I've Been This Way Before", "If You Know What I Mean", "Desirée", "You Don't Bring Me Flowers", "America", "Yesterday's Songs", "Heartlight" och "Sweet Caroline". Diamond valdes in i Songwriters Hall of Fame 1984 och i Rock and Roll Hall of Fame 2011. 
År 2019 blev hans signaturmelodi "Sweet Caroline" från 1969 utvald av Library of Congress för bevarande i National Recording Registry då den anses "kulturellt, historiskt eller estetiskt viktig".

## Biografi
Diamond gick i high school tillsammans med Barbra Streisand och sjöng tillsammans med henne i skolans kör. När han fyllde 16 fick han en gitarr som present och lärde sig snart att spela.
Efter skoltiden arbetade Diamond i en fastighet vid Broadway som gick under namnet The Brill Building, och som 1962 innehöll inte mindre än 165 olika företag, som arbetade inom olika delar av musikbranschen. Där kunde en sångare – en grupp – i samma fastighet finna en förläggare, en tryckare, någon som producerade en demo-platta och ordna en uppgörelse med personer som hade kontakter inom radiovärlden. Där hade Diamond sin första framgång med låten "I'm a Believer" på förlaget Aldon Music, inspelad av The Monkees. Då låten blev en stor succé fick han även komponera deras nästa singel "A Little Bit Me, a Little Bit You".
När han själv gjorde sitt första försök att bli accepterad och utgiven på platta kallade han sig Eice Chary, vilket inte fick något gehör, varför han i fortsättningen använde sig av sitt riktiga namn. Några av hans första amerikanska hitsinglar som soloartist var "Cherry Cherry" (1966), "Girl, You'll Be a Woman Soon", "Kentucky Woman" (båda 1967) och "Sweet Caroline" (1969). Hans första internationella hitsingel var "Cracklin' Rosie" (1970). Låten blev hans första Billboardetta. Sin andra Billboardetta åtnjöt han med "Song Sung Blue" (1972), även denna en internationell hit. Åren 1969-1972 tillhörde hans mest produktiva och framgångsrika år som artist. Förutom de nämnda låtarna blev även "Brother Love's Travelling Salvation Show", "Holly Holy" (båda 1969), "I Am... I Said" (1971) och "Play Me" (1972) populära hits.
År 1977 gav han ut ett album med namnet I’m Glad You’re Here With Me Tonight som innehöll spåret "You Don’t Bring Me Flowers". Den spelade också Barbra Streisand in på ett av sina album, varvid en discjockey ordnade en virtuell duett mellan dem. Den blev en sådan succé att de båda gjorde en verklig duettskiva, som blev en riktig storhit 1978.
Planer fanns att göra en film av låten med Diamond och Streisand i huvudrollerna, men den föll på grund av ett annat filmprojekt där Neil Diamond 1980 agerade i en nyinspelning av Al Jolsons Jazzsångaren från 1927. I filmen medverkade även Laurence Olivier och Desi Arnaz. Filmen blev ingen stor succé, men skivan med filmmusiken blev en av Neil Diamonds höjdpunkter i karriären.
Songwriters Hall of Fame tilldelade Neil Diamond 2000 The Sammy Kahn Lifetime Achievement Award.
År 2001 medverkade han i filmen En djävul till flickvän, en komedi där han spelar sig själv.
Med albumet Home Before Dark från 2008 fick Diamond sin första USA-etta på albumlistan.
År 2011 valdes han in i Rock and Roll Hall of Fame. Året därpå tilldelades han en stjärna på Hollywood Walk of Fame vid adressen 1750 Vine Street.

### Privatliv
Neil Diamond har varit gift tre gånger. 1963 gifte han sig med sin flickvän från high school, Jaye Posner. De fick två döttrar, Marjorie och Elyn. Makarna separerade 1967 och skilde sig 1969. Samma år gifte sig Diamond med Marcia Murphey. De fick två söner, Jesse och Micah. De skilde sig 1996. Sedan 2012 är han gift med Katie McNeil.

## Diskografi i urval
- Sweet Caroline (1969)
- Tap Root Manauscript (1970)
- Stones (1971)
- Moods (1972)
- Jonathan Livingston Seagull (1973)
- His 12 Greatest Hits (samlingsskiva) (1974)
- Serenade (1974)
- Beautiful Noise (1976)
- I'm Glad You're Here With Me Tonight (1977)
- Love At The Greek (live, 2-LP) (1977)
- September Morn (1979)
- The Jazz Singer (soundtrack) (1980) med Love on the Rocks
- On The Way To The Sky (1981)
- Heartlight (1982)
- Primitive (1984)
- Headed For The Future (1986)
- Hot August Night II (live, 2-LP) (1987)
- Lovescape (1991)
- Greatest Hits (1966 - 1992) (samlingsskiva, 2-CD) (1992)
- Up On The Roof-Songs From The Brill Building (1993)
- Live In America (1991 - 1993) (Live, 2-CD) (1994)
- The Christmas Album, Volume II (1994)
- Stages - Performances 1970 - 2003 (Live, 5-CD + 1 DVD-box) (2003)
- 12 Songs (2005)
- Home Before Dark (2008)
- A Cherry Cherry Christmas (2009)
- Dreams (2010)
- The Classic Christmas Album(2013)
- Melody Road (2014)
- Acoustic Christmas (2016)